# Chrysomalla parva
Chrysomalla parva är en stekelart som beskrevs av Boucek 1972. Chrysomalla parva ingår i släktet Chrysomalla och familjen gropglanssteklar.
Artens utbredningsområde är:
- Marocko.
- Tunisien.

Inga underarter finns listade i Catalogue of Life.